# Miwa Matsumoto
Miwa Mastumoto (松本 美和?, Matsumoto Miwa; Fukuoka, 15 dicembre 1971) è una doppiatrice giapponese, principalmente nota per aver doppiato il personaggio di Patamon in Digimon Adventure e Digimon Adventure 02 e di Tommy Pickles nell'adattamento giapponese di Rugrats.

## Principali ruoli doppiati
- Patamon in Digimon Adventure, Digimon Adventure 02 e Digimon tri
- Mako in Digimon Tamers
- Kokuwamon in Digimon Frontier
- Chiharu Mihara in Card Captor Sakura
- Jama-P in Wedding Peach
- Scylle in Beast Wars Second
- Rumi in Nurse Angel Ririka SOS
- Tommy Pickles in Rugrats